# MacArthur Fellowship
The MacArthur Fellows-programma of MacArthur Fellowship is een prijs van de John D. and Catherine T. MacArthur Foundation die ongeacht de leeftijd jaarlijks aan twintig tot veertig Amerikanen of inwoners van de Verenigde Staten wordt verleend, die zich buitengewoon verdienstelijk en veelbelovend tonen en zich blijvend en verbeterend bezighouden met creatieve werkzaamheden. De bijnaam van de prijs is de Genius Award.
Voor de foundation gaat het niet om hetgeen iemand in het verleden heeft gepresteerd, maar is de prijs bedoeld als investering in een persoon met originaliteit, inzicht en potentieel. De hoogte van de prijs was in 2007 een half miljoen dollar die gedurende vijf jaar in driemaandelijkse termijnen wordt betaald. Er waren tot die tijd 756 ontvangers die bij elkaar $350 miljoen aan prijzen ontvingen.

## Bekende fellows
- Jack Miles
- Lin-Manuel Miranda
- Richard Powers
- 1982 Edward Witten
- 1986 James Randi
- 1992 John Henry Holland, Stephen Schneider
- 1993 Leonard van der Kuijp
- 2002 Paul Ginsparg
- 2006 Luis von Ahn, Terence Tao
- 2007 Mercedes Doretti, Dawn Upshaw
- 2008 Andrea Ghez
- 2009 Mary Tinetti
- 2010 Annette Gordon-Reed
- 2013 Sara Seager
- 2017 Rhiannon Giddens